# Achille Emana
Achille Emana Edzimbi (Yaoundé, 5 de juny de 1982) és un futbolista camerunès, que ocupa la posició de migcampista.

## Trajectòria
Arriba a Europa provinent del modest Babimbi Douala per recalar a les categories inferiors del València CF i del Toulouse FC. L'any 2001 puja al primer equip dels francesos, fent-se prompte amb la titularitat.
Amb el Toulouse ha disputat set temporades, en les quals ha marcat 28 gols en 226 partits. En eixe temps, ha atret l'atenció d'equips més grans de la Ligue 1, com l'Olympique de Lió i l'Olympique de Marsella, sense arribar a cap acord.
El 2007 va estar a punt de fitxar pel Portsmouth FC anglès, però com que no va obtenir el permís de treball, va continuar al Toulouse. A l'any següent finalment va fitxar pel Reial Betis, per 5,5 milions de lliures.
A la campanya 08/09, el Betis va baixar a Segona Divisió, mentre que el camerunès va ser el màxim golejador dels andalusos, amb onze dianes.
La temporada 10/11 va aconseguir l'ascens amb el Betis a la Primera Divisió, tot i això, després de diversos enfrontaments amb la directiva i l'entrenador, José Mel, va acabar deixant l'equip verd-i-blanc i fitxant per l'Al Hilal FC saudita per uns 4,5M€.

## Selecció
Emana ha estat internacional amb la selecció del Camerun en 31 ocasions, tot marcant sis gols. Hi va participar en la Copa Confederacions de 2003 i a les Copes d'Àfrica del 2006, 2008 i 2010.